# David Lafata
David Lafata (ur. 18 września 1981 w Czeskich Budziejowicach) – czeski piłkarz, który występował na pozycji napastnika.
Karierę klubową rozpoczynał w Dynamie Czeskie Budziejowice. W 2005 odszedł z klubu do greckiej Skody Ksanti. Rok później powrócił do Czech, przechodząc do Jablonca. Po roku gry przeniósł się do Austrii Wiedeń, z którą zdobył Puchar Austrii. W 2008 został ponownie zawodnikiem Jablonca. W połowie sezonu 2012/2013 przeniósł się do Sparty Praga, z którą zdobył Mistrzostwo Czech w sezonie 2013/2014, w tym sezonie zdobył także Puchar Czech, a w 2014 został zdobywcą Superpucharu Czech. Sześciokrotnie zdobył koronę króla strzelców 1. českiej fotbalovej ligi. Z dorobkiem 198 goli jest najskuteczniejszym zawodnikiem w historii czeskiej ligi. W 2014 został ogłoszony piłkarzem roku w Czechach. W 2018 ogłosił zakończenie kariery klubowej.
W latach 2006–2016 reprezentant Czech. Uczestnik Mistrzostw Europy 2012 oraz 2016.

## Kariera klubowa

### Początki
Pierwszym klubem Lafaty w karierze był amatorski klub o nazwie JZD Olešník. Po występach w zespole juniorów w 1992 zawodnik odszedł z zespołu i podjął treningi w szkółce piłkarskiej SK České Budějovice.

### Czeskie Budziejowice
W 1999 tuż przed ukończeniem 18. roku życia awansował do kadry pierwszej drużyny i w sezonie 1999/2000 1 sierpnia 1999 zadebiutował w rozgrywkach pierwszej ligi czeskiej w meczu z Drnovice (2:0). W pierwszych dwóch sezonach był rezerwowym, a w 2001 spadł z zespołem do drugiej ligi. Na zapleczu pierwszej ligi David grał przez rok – najpierw w barwach Českich Budějovic, a następnie przez rundę wiosenną w drużynie FC Vysočina Igława, w barwach której zagrał 5 meczów, w których zanotował jedno trafienie.
Latem 2002 wrócił z wypożyczenia do Vysočiny. 26 sierpnia 2002 strzelił dwie debiutanckie bramki dla klubu w wygranym 2:1 meczu przeciwko Baník Ostrawa. Przez kolejne dwa sezony był najlepszym strzelcem drużyny z Budziejowic, strzelając 8 goli w sezonie 2002/2003 i 14 goli w sezonie 2003/2004. 8 maja 2004 w meczu z Viktorią Pilzno (4:2) skompletował swojego pierwszego hat-tricka w karierze. W sezonie 2004/2005 zespół Czeskich Budziejowic zajął 15. miejsce w ligowej tabeli, znowu zostając zdegradowany do czeskiej drugiej ligi. Jest trzecim najlepszym strzelcem w historii klubu w rozgrywkach pierwszoligowych z 27 golami.

### Skoda Ksanti
Latem 2005 Lafata trafił do Grecji, zostając zawodnikiem Skody Ksanti, z którą podpisał pięcioletnią umowę. W lidze greckiej zadebiutował 11 września w zremisowanym 1:1 wyjazdowym meczu z OFI 1925. W Skodzie spędził tylko pół roku, rozgrywając 9 meczów, w których nie zdobył bramki.

### Jablonec
W styczniu 2006 został pozyskany przez FK Jablonec 97, w którym przez rok zdobył 10 goli w 31 ligowych meczach.

### Austria Wiedeń

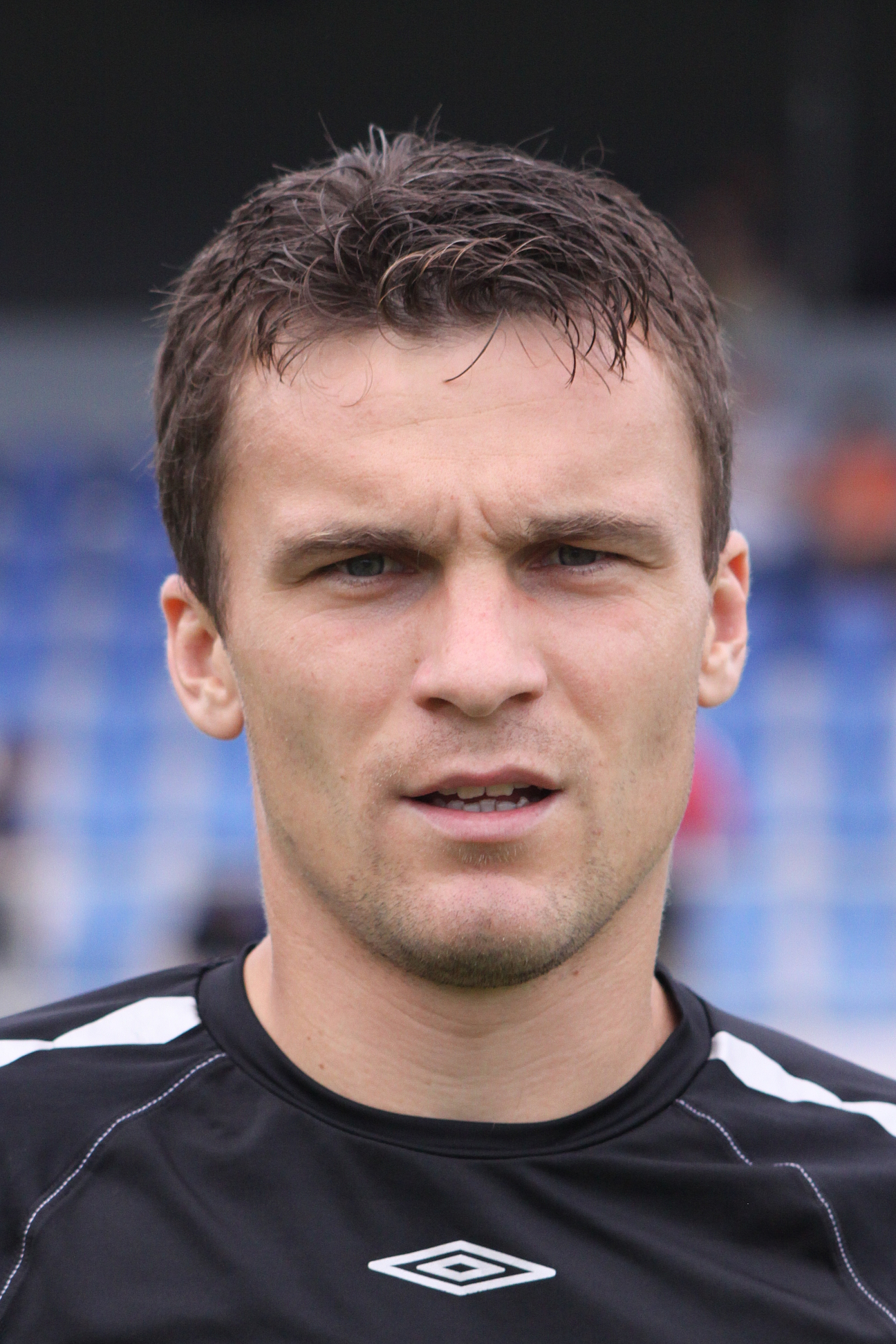
Lafata w 2009

W styczniu 2007 Lafata przeszedł do Austrii Wiedeń. W austriackiej Bundeslidze zadebiutował 25 lutego w zremisowanym 2:2 spotkaniu z FC Wacker Tirol. Tydzień później zdobył gola w wygranych 2:1 derbach z Rapidem Wiedeń. 1 maja 2007 zdobył Puchar Austrii, strzelając gola w wygranym 2:1 meczu finałowym przeciwko SV Mattersburg. W sezonie 2007/2008 zdobył 5 goli, a jego drużyna zajęła 3. miejsce w lidze; wystąpił także w fazie grupowej Pucharu UEFA. Łącznie w zespole z Wiednia wystąpił w 46 meczach, w których zdobył 7 goli.

### Powrót do Jablonca

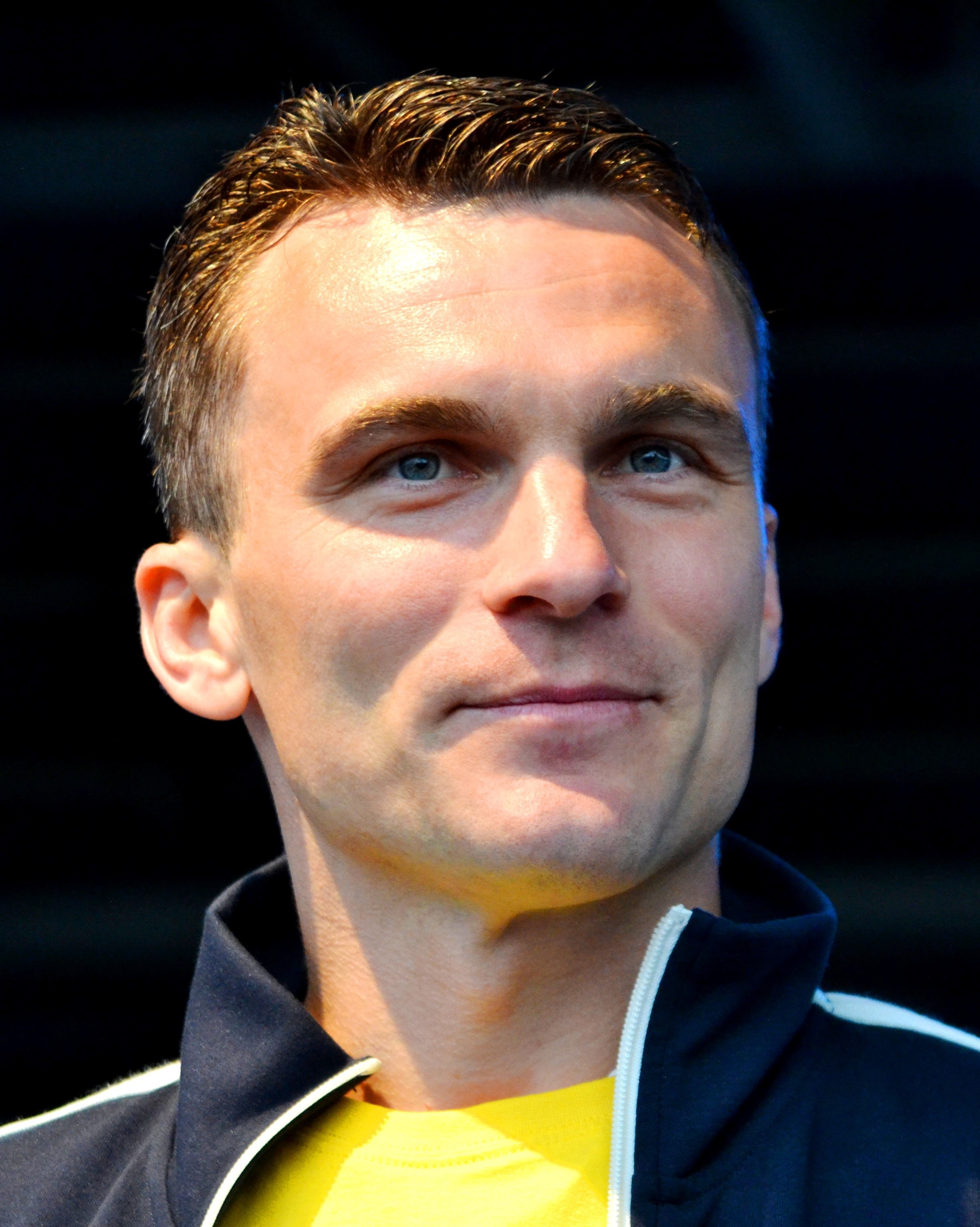
David Lafata (2015)

30 lipca 2008 Lafata powrócił do zespołu z Jablonca, podpisując trzyletni kontrakt; miał także ofertę z Czeskich Budziejowiec. W pierwszym sezonie zdobył 10 bramek w lidze, a Jablonec zajął 5. miejsce w tabeli ligowej. W sezonie 2009/2010 został wicekrólem strzelców czeskiej ekstraklasy z 11 golami, za Michalem Ordošem, który zdobył 12 goli. Rozgrywki pucharowe zakończył z 5 meczami, w których strzelił 7 bramek i został królem strzelców Pucharu Czech. W meczu finałowym, rozegranym 18 maja 2010, zdobył gola, ale jego drużyna przegrała 2:1 z Viktorią Pilzno. W kolejnym sezonie Lafata po raz pierwszy zdobył koronę króla strzelców, strzelając 19 goli w 29 spotkaniach. 26 listopada 2011 w zremisowanym 2:2 meczu ze Slovanem Liberec strzelił swoją 100. bramkę w pierwszoligowych rozgrywkach, za co dostał później pamiątkową tablicę z odlewem własnych stóp. W sezonie 2011/2012 strzelił 25 goli i pobił ligowy rekord Radka Druláka z sezonu 1995/1996 i Vratislava Lokvenca z sezonu 1999/2000, którzy dzierżyli rekord największej liczby goli w pojedynczym sezonie ligowym (licząc od 1993), zdobywając 22 bramki. W roku kalendarzowym 2011 pięciokrotnie kompletował hat-tricka w lidze, z czego 3 zdobył w rundzie wiosennej sezonu 2010/2011, a 2 dołożył w rundzie jesiennej następnego sezonu. Mając na koncie 88 trafień w barwach Jablonca w najwyższej klasie rozgrywkowej Czech jest rekordzistą klubu w klasyfikacji strzelców. Łącznie w Jabloncu zagrał w 186 meczach, w których zdobył 106 goli.

### Sparta Praga

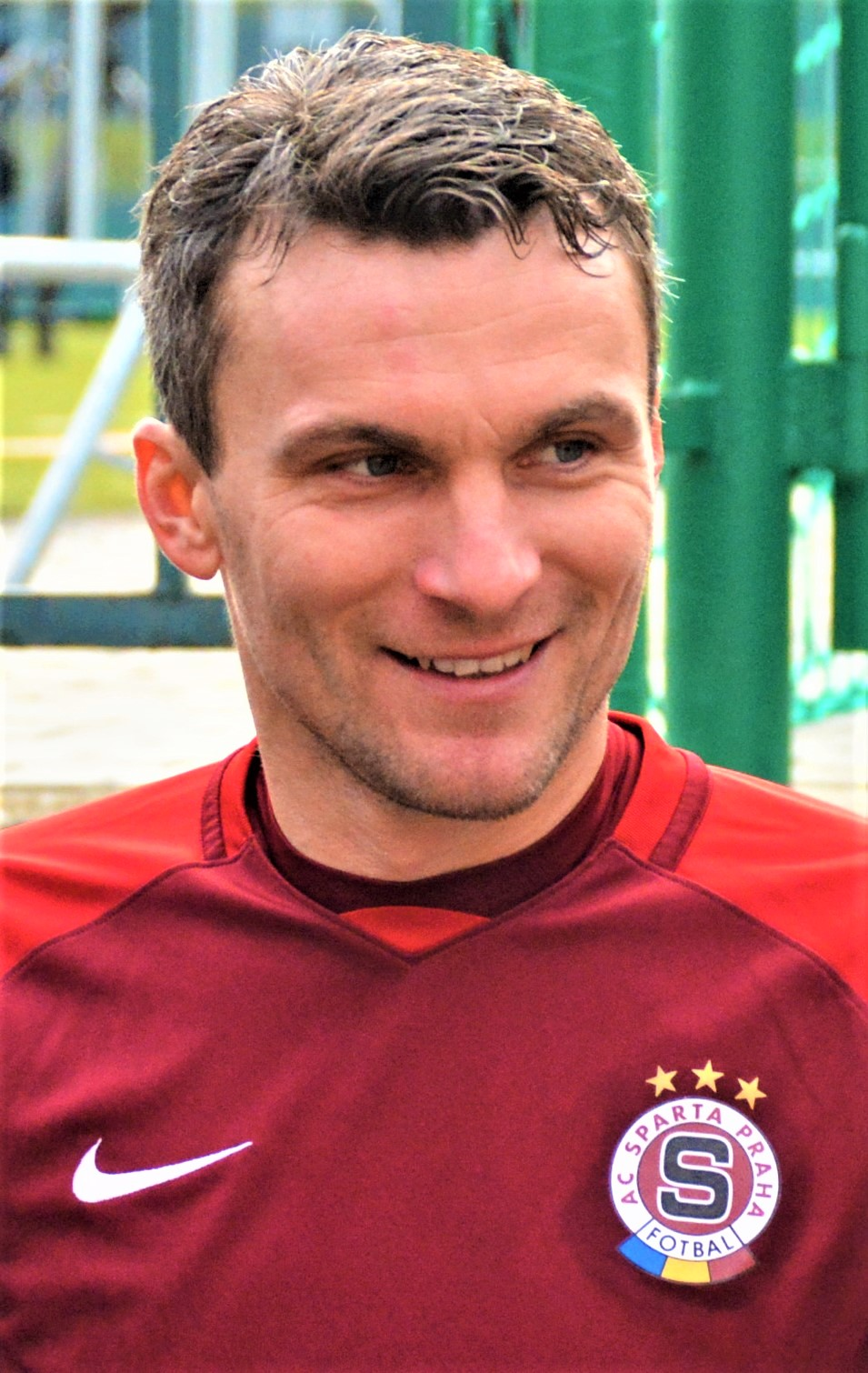
David Lafata w barwach Sparty Praga (2018)

W styczniu 2013, będąc na półmetku rozgrywek liderem klasyfikacji najskuteczniejszych zawodników (13 goli), przeszedł za około 750 000 euro do Sparty Praga, z którą podpisał 3,5–letni kontrakt. W sezonie 2012/2013 został po raz trzeci z rzędu najlepszym strzelcem ligi (20 goli), powiększając do 122 goli swój ogólny dorobek w czeskiej ekstraklasie.
W lipcu 2013 został wyznaczony przez trenera, Vítězslava Lavičkę, na kapitana zespołu w miejsce Marka Matějovskiego. 31 marca 2014 w meczu ze Znojmem (3:0) strzelił gola, dzięki któremu został najlepszym strzelcem czeskiej ligi w historii, zdobywając 134. gola i wyprzedzając dotychczasowego lidera – Horsta Siegla. Zdobywając 16 goli w lidze, Lafata został wicekrólem strzelców, kończąc rozgrywki za Josefem Hušbauerem (18 goli). Razem ze Spartą zdobył w sezonie 2013/2014 mistrzostwo Czech, a także Puchar Czech, wygrywając mecz finałowy przeciwko Viktorii Pilzno po serii rzutów karnych, w których skutecznie wykonał swoją „jedenastkę”.
15 lipca 2014 w meczu kwalifikacji do Ligi Mistrzów UEFA przeciwko Tallinnie Levadii (7:0) strzelił pięć goli. Swoją dobrą formę potwierdził hat-trickiem w wygranym 4:2 meczu z Malmö. Sezon ligowy 2014/2015 zakończył z 20 trafieniami, a łącznie w sezonie zdobył 34 gole, rozgrywając 44 spotkania.
14 maja 2016 w meczu przeciwko Vysočinie jako pierwszy zawodnik w historii ligi zdobył 5 goli w jednym spotkaniu. W sezonie 2015/2016 został po raz piąty w karierze królem strzelców czeskiej ekstraklasy, czym pobił osiągnięcie Horsta Siegla. 30 października 2016 zanotował hat tricka w meczu przeciwko Viagem Příbram, awansując na 3. miejsce w klasyfikacji najskuteczniejszych strzelców w historii mistrzostw Czech, za Josefem Bicanem (447 goli) oraz Vlastimilem Kopeckým (252 gole). W sezonie 2016/2017 ponowie został (wraz z Milanem Škodą ze Slavii Praga) najlepszym strzelcem ligi z 15 bramkami.
19 sierpnia 2017 strzelił gola w meczu z Slovácko, który był jego 400. występem w czeskiej ligi. 26 maja 2018 po meczu Bohemians Praha 1905 – Sparta Praga ogłosił zakończenie piłkarskiej kariery. Pomimo zakończenia profesjonalnej kariery, Lafata występuje w regionalnym zespole JZD Olešník.

## Kariera reprezentacyjna
W seniorskiej reprezentacji Czech Lafata zadebiutował 2 września 2006 w wygranym 2:1 spotkaniu z Walią, rozegranym w ramach eliminacji do Euro 2008. W 75. minucie meczu zmienił Jiříego Štajnera, a minutę później zdobył gola. W 89. minucie spotkania ustalił wynik meczu na 2:1 dla Czech. Nie znalazł jednak uznania w oczach selekcjonera Karela Brücknera i nie znalazł się w 23–osobowej kadrze na sam turniej mistrzostw Europy.
26 maja 2012, po sześciu latach przerwy, strzelił swoją kolejną bramkę dla czeskiej reprezentacji, trafiając w meczu towarzyskim z reprezentacją Izraela (2:1). Trzy dni później został powołany przez Michala Bíleka na Mistrzostwa Europy 2012, podczas których zagrał w jednym meczu – w fazie grupowej przeciwko Rosji (1:4).
22 czerwca 2016, po nieudanych Mistrzostwach Europy 2016 postanowił zakończyć karierę reprezentacyjną. Dla drużyny narodowej rozegrał 41 meczów, w których 9 bramek.

## Kariera trenerska
Latem 2018 roku podjął pracę trenera młodzieży w Dynamie Czeskie Budziejowice.

## Statystyki

### Klubowe
| Klub                   | Sezon              | Liga                    | Liga  | Liga   | Puchar kraju | Puchar kraju | Europa | Europa | Inne  | Inne   | Suma  | Suma   |
| Klub                   | Sezon              | Liga                    | Mecze | Bramki | Mecze        | Bramki       | Mecze  | Bramki | Mecze | Bramki | Mecze | Bramki |
| ---------------------- | ------------------ | ----------------------- | ----- | ------ | ------------ | ------------ | ------ | ------ | ----- | ------ | ----- | ------ |
| SK České Budějovice    | 1999/2000          | 1. česká fotbalová liga | 17    | 0      | 0            | 0            | –      | –      | –     | –      | 17    | 0      |
| SK České Budějovice    | 2000/2001          | 1. česká fotbalová liga | 12    | 0      | 0            | 0            | –      | –      | –     | –      | 12    | 0      |
| SK České Budějovice    | 2001/2002          | 2. liga                 | 14    | 7      | 0            | 0            | –      | –      | –     | –      | 14    | 7      |
| SK České Budějovice    | 2002/2003          | 1. česká fotbalová liga | 26    | 8      | 4            | 1            | –      | –      | –     | –      | 30    | 9      |
| SK České Budějovice    | 2003/2004          | 1. česká fotbalová liga | 29    | 14     | 1            | 0            | –      | –      | –     | –      | 30    | 14     |
| SK České Budějovice    | 2004/2005          | 1. česká fotbalová liga | 25    | 5      | 3            | 3            | –      | –      | –     | –      | 28    | 8      |
| SK České Budějovice    | Ógólnie            | Ógólnie                 | 123   | 34     | 8            | 4            | 0      | 0      | 0     | 0      | 131   | 38     |
| Vysočina Igława (wyp.) | 2001/2002          | 2. liga                 | 5     | 1      | –            | –            | –      | –      | –     | –      | 5     | 1      |
| Vysočina Igława (wyp.) | Ógólnie            | Ógólnie                 | 5     | 1      | 0            | 0            | 0      | 0      | 0     | 0      | 5     | 1      |
| Skoda Ksanti           | 2005/2006          | Alpha Ethniki           | 9     | 0      | 2            | 1            | –      | –      | –     | –      | 11    | 1      |
| Skoda Ksanti           | Ógólnie            | Ógólnie                 | 9     | 0      | 2            | 1            | 0      | 0      | 0     | 0      | 11    | 1      |
| Jablonec               | 2005/2006          | 1. česká fotbalová liga | 14    | 3      | –            | –            | –      | –      | –     | –      | 14    | 3      |
| Jablonec               | 2006/2007          | 1. česká fotbalová liga | 17    | 7      | 1            | 0            | –      | –      | –     | –      | 18    | 7      |
| Jablonec               | Ógólnie            | Ógólnie                 | 31    | 10     | 1            | 0            | 0      | 0      | 0     | 0      | 32    | 10     |
| Austria Wiedeń         | 2006/2007          | Bundesliga              | 13    | 1      | 3            | 1            | 0      | 0      | –     | –      | 16    | 2      |
| Austria Wiedeń         | 2007/2008          | Bundesliga              | 22    | 5      | –            | –            | 7      | 0      | –     | –      | 29    | 5      |
| Austria Wiedeń         | 2008/2009          | Bundesliga              | 1     | 0      | 0            | 0            | 0      | 0      | –     | –      | 1     | 0      |
| Austria Wiedeń         | Ógólnie            | Ógólnie                 | 36    | 6      | 3            | 1            | 7      | 0      | 0     | 0      | 46    | 7      |
| Jablonec               | 2008/2009          | 1. česká fotbalová liga | 30    | 10     | 2            | 0            | –      | –      | –     | –      | 32    | 10     |
| Jablonec               | 2009/2010          | 1. česká fotbalová liga | 27    | 11     | 5            | 7            | –      | –      | –     | –      | 32    | 18     |
| Jablonec               | 2010/2011          | 1. česká fotbalová liga | 29    | 19     | 4            | 3            | 2      | 0      | –     | –      | 35    | 22     |
| Jablonec               | 2011/2012          | 1. česká fotbalová liga | 28    | 25     | 6            | 3            | 4      | 3      | –     | –      | 38    | 31     |
| Jablonec               | 2012/2013          | 1. česká fotbalová liga | 16    | 13     | 1            | 2            | –      | –      | –     | –      | 17    | 15     |
| Jablonec               | Ógólnie            | Ógólnie                 | 130   | 78     | 18           | 15           | 6      | 3      | 0     | 0      | 154   | 96     |
| Sparta Praga           | 2012/2013          | 1. česká fotbalová liga | 12    | 7      | 2            | 0            | 2      | 1      | –     | –      | 16    | 8      |
| Sparta Praga           | 2013/2014          | 1. česká fotbalová liga | 30    | 16     | 6            | 2            | 2      | 2      | –     | –      | 38    | 20     |
| Sparta Praga           | 2014/2015          | 1. česká fotbalová liga | 30    | 20     | 2            | 0            | 11     | 13     | 1     | 1      | 44    | 34     |
| Sparta Praga           | 2015/2016          | 1. česká fotbalová liga | 26    | 20     | 3            | 2            | 12     | 5      | –     | –      | 41    | 27     |
| Sparta Praga           | 2016/2017          | 1. česká fotbalová liga | 28    | 15     | 2            | 0            | 10     | 2      | –     | –      | 40    | 17     |
| Sparta Praga           | 2017/2018          | 1. česká fotbalová liga | 22    | 5      | 1            | 0            | 2      | 0      | –     | –      | 25    | 5      |
| Sparta Praga           | Ógólnie            | Ógólnie                 | 148   | 83     | 16           | 4            | 39     | 23     | 1     | 1      | 204   | 111    |
| Ogólnie w karierze     | Ogólnie w karierze | Ogólnie w karierze      | 482   | 212    | 48           | 25           | 52     | 26     | 1     | 1      | 583   | 264    |

### Reprezentacyjne
| Reprezentacja | Rok     | Mecze | Bramki |
| ------------- | ------- | ----- | ------ |
| Czechy        | 2006    | 3     | 2      |
| Czechy        | 2007    | 1     | 0      |
| Czechy        | 2008    | 0     | 0      |
| Czechy        | 2009    | 2     | 0      |
| Czechy        | 2010    | 3     | 0      |
| Czechy        | 2011    | 6     | 0      |
| Czechy        | 2012    | 9     | 3      |
| Czechy        | 2013    | 5     | 2      |
| Czechy        | 2014    | 5     | 1      |
| Czechy        | 2015    | 3     | 0      |
| Czechy        | 2016    | 4     | 1      |
| Łącznie       | Łącznie | 41    | 9      |

## Sukcesy

### Austria Wiedeń
- Puchar Austrii: 2006/2007

### Sparta Praga
- Mistrzostwo Czech: 2013/2014
- Puchar Czech: 2013/2014
- Superpuchar Czech: 2014

### Indywidualne
- Król strzelców czeskiej ligi: 2010/2011 (19 goli), 2011/2012 (25 goli), 2012/2013 (20 goli), 2014/2015 (20 goli), 2015/2016 (20 goli), 2016/2017 (15 goli)[b]
- Król strzelców Pucharu Czech: 2009/2010 (7 goli)

### Wyróżnienia
- Piłkarz roku w Czechach: 2014[2][51]
- Złota Piłka Czech: 2014/2015[52]